# N-634 (Spanje)
De N-634 is een weg in het noorden van Spanje. Hij verbindt Santiago de Compostella met San Sebastian.
Hij begint in Santiago de Compostella bij de aansluiting met de N-550 en kruist, noordoostwaarts gaande, met de Autopista AP-9. Er is ook een aansluiting met de N-547. De weg sluit bij aansluiting 140 aan op de Autovía A-6. Na 17 km splitst de weg en gaat noordwaarts waarbij Vilalba gepasseerd wordt. De weg gaat dan omhoog over de Puerto da Xesta (545m) om vervolgens omlaag door Mondoñedo te gaan. Verder gaat de weg langs de rivier Rio Misma richting de kust en de aansluiting met de N-642.
Daar gaat de weg richting het oosten langs de kust door Ribadeo waar een aansluiting met de N-640 is. Na Luarca gaat de weg zuidwaarts richting het binnenland terwijl de N-632 langs de kust gaat. De weg gaat gestaag omhoog naar La Espina en gaat dan oostwaarts langs Salas. Na Grado loopt de weg parallel aan de Autovía A-63 richting Oviedo.
De weg loopt vervolgens ten oosten van Oviedo parallel aan de Autovía A-64 tot aan aansluiting 14 en gaat dan door de vallei van rivier Rio Pilona. Voordat dat de weg aansluit op de Autovía A-8 passeert hij Arriondas. De A-8 is een opwaardering van de eigenlijke weg en loopt langs de kust en wordt bij Llanes en San Vicente de la Barquera weer N-634. Vanaf daar loopt de weg parallel met de snelweg tot Torrelavega waar hij kruist met de Autovía A-67 en de N-623. Dan maakt de weg een boog naar het zuidoosten waarna hij opnieuw parallel loopt met de A-8.
De weg wordt dan afgewaardeerd en gaat Bilbao binnen. Het heeft daar een aansluiting met de N-240. Hij loopt parallel met de A-8 en komt dan weer bij de kust bij Deba. Hij gaat verder langs de kust door Zarautz voor hij aankomt bij San Sebastián en sluit daar aan op de N-I.
Autovías:
A-1
· A-2
· A-3
· A-4
· A-5
· A-6
· A-7
· A-8
· A-9
· A-10
· A-11
· A-12
· A-13
· A-14
· A-15
· A-16
· A-19
· A-21
· A-22
· A-23
· A-24
· A-26
· A-27
· A-28
· A-30
· A-31
· A-32
· A-33
· A-34
· A-35
· A-38
· A-40
· A-41
· A-42
· A-43
· A-44
· A-45
· A-47
· A-48
· A-49
· A-50
· A-51
· A-52
· A-53
· A-54
· A-55
· A-56
· A-57
· A-58
· A-59
· A-60
· A-62
· A-63
· A-64
· A-65
· A-66
· A-67
· A-68 
· A-70
· A-72
· A-73
· A-75
· A-76
· A-77
· A-80
· A-81
· A-83
· A-91

N-Wegen:
N-102
· N-104
· N-110
· N-111
· N-113
· N-120
· N-121
· N-121a
· N-121b
· N-121c
· N-122
· N-123
· N-124
· N-135
· N-138
· N-141
· N-145
· N-152
· N-204
· N-211
· N-220
· N-225
· N-230
· N-232
· N-234
· N-236
· N-237
· N-238
· N-240
· N-260
· N-301
· N-310
· N-320
· N-322
· N-323
· N-324
· N-325
· N-330
· N-331
· N-332
· N-333
· N-334
· N-335
· N-340
· N-341
· N-343
· N-344
· N-345
· N-350
· N-351
· N-357
· N-400
· N-401
· A-402
· N-403
· N-420
· N-431
· N-432
· N-433
· N-435
· N-441
· N-442
· N-443
· N-501
· N-502
· N-521
· N-525
· N-532
· N-536
· N-540
· N-541
· N-547
· N-550
· N-551
· N-552
· N-553
· N-554
· N-557
· N-601
· N-603
· N-610
· N-611
· N-620
· N-621
· N-622
· N-623
· N-625
· N-627
· N-629
· N-630
· N-631
· N-632
· N-634
· N-635
· N-636
· N-637
· N-640
· N-641
· N-642
· N-643
· N-651

Oude benummering Autovía's (wordt ook nog gebruikt):
N-I
· N-II
· N-III
· N-IV
· N-IVa
· N-V
· N-VI